# Боро Приморац
Боро Приморац (сербохорв. Boro Primorac, нар. 5 грудня 1954, Мостар) — югославський футболіст, що грав на позиції захисника. По завершенні ігрової кар'єри — хорватський футбольний тренер.
Виступав, зокрема, за «Хайдук» (Спліт), з яким став чемпіоном Югославії, та «Лілль», а також національну збірну Югославії.

## Клубна кар'єра
У дорослому футболі дебютував 1972 року виступами за команду «Вележ», в якій провів шість сезонів, взявши участь у 133 матчах чемпіонату. Найкращим результатом було срібло чемпіонату в 1973 і 1974 роках. Крім того, Приморац грав з «Вележем» у фінальному матчі Кубка Мітропи в 1976 році та в чвертьфіналі Кубка УЄФА 1974/75 років.
Своєю грою за цю команду привернув увагу представників тренерського штабу клубу «Хайдук» (Спліт), до складу якого приєднався влітку 1978 року. 27 серпня 1978 року дебютував за «Хайдук» у Спліті в матчі чемпіонату проти «Црвени Звезди». У свій перший сезон в команді він забив 10 голів в 29 матчах чемпіонату і допоміг команді стати чемпіоном Югославії. 19 вересня 1979 року він забив перший гол на новому стадіоні «Хайдука» «Полюд» у першому раунді Кубка чемпіонів проти «Трабзонспора» (1:0) з пенальті. Всього відіграв у сплітській команді п'ять сезонів своєї ігрової кар'єри. Більшість часу, проведеного у складі «Хайдука», був основним гравцем команди і загалом провів 283 матчі у всіх турнірах, забивши 53 голи. На євроарені найкращим результатом для клубу став чвертьфінал Кубка чемпіонів у сезоні 1979/80 років.
Влітку 1983 року уклав контракт з французьким клубом «Лілль», у складі якого провів наступні три роки своєї кар'єри гравця. Граючи у складі «Лілля» також здебільшого виходив на поле в основному складі команди.
Завершив ігрову кар'єру у команді «Канн», за яку виступав протягом 1986—1990 років.

## Виступи за збірні
Входив до складу олімпійської збірної Югославії, яка виграла футбольний турнір на Середземноморських іграх у Спліті 1979 року, забивши на турнірі 3 голи.
18 лютого 1976 року дебютував в офіційних матчах у складі національної збірної Югославії в товариській грі проти Тунісу (2:1), вийшовши на заміну по перерві замість Дражена Мужинича.
У складі збірної був учасником футбольного турніру на Олімпійських іграх 1980 року у Москві, яка дійшла до півфіналу, забивши гол у матчі групового етапу проти Коста-Рики (3:2).
15 листопада 1980 року провів останній матч за збірну — проти Італії в Турині (0:2), де був капітаном команди. Загалом протягом кар'єри в національній команді, яка тривала 5 років, провів у її формі 14 матчів.

## Кар'єра тренера
По завершенні кар'єри гравця залишився у «Канні», очоливши тренерський штаб клубу. Приморац вивів клуб до другого раунду Кубка УЄФА в сезоні 1991/92 років. Однак сезон вийшов невдалим, і в січні 1992 року Боро був звільнений. У наступному сезоні 1992/93 років він був головним тренером «Валансьєнна», але не зміг врятувати клуб від вильоту з вищого дивізіону.
У 1994 році він деякий час працював головним тренером національної збірної Гвінеї, перш ніж перейти в японський клуб «Нагоя Грампус» на посаду помічника тренера Арсена Венгера. У березні 1997 року він пішов з Венгером в лондонський «Арсенал», де став помічником головного тренера клубу. Після переходу в «Арсенал» разом з Приморацем Венгер виграв три чемпіонські титули (1998, 2002, 2004) і чотири кубки Англії (1998, 2002, 2003, 2005), двічі здобуваючи «золотий дубль», чого ще не було за сторічну історію «канонірів». Приморац працював у тренерському штабі Венгера 11 років, поки не пішов після того, як французький тренер покинув клуб влітку 2018 року.
У серпні 2019 року Приморац повернувся до «Хайдука» (Спліт), за який він виступав під своєї ігрової кар'єри, і був призначений керівником академії клубу. 4 листопада 2020 року Приморац став головним тренером «Хайдука», що стало його першою роботою на посаді головного тренера за 26 років. Він був тимчасовим тренером, але після 7 очок, здобутих у 3 матчах, він продовжив контракт з клубом до кінця року. Проте «Хайдук» програв усі три матчі до кінця грудня, і контракт із Приморацом не продовжили, тож у січні 2021 року його замінив Паоло Трамеццані, а Приморац повернувся до роботи з академією.

## Статистика виступів

### Статистика виступів за збірну
| Дата       | Місто            | Господарі | Результат | Гості     | Турнір            | Голи | Примітки |
| ---------- | ---------------- | --------- | --------- | --------- | ----------------- | ---- | -------- |
| 18-2-1976  | Туніс            | Туніс     | 2 – 1     | Югославія | товариський матч  | -    | 46'      |
| 24-2-1976  | Алжир            | Алжир     | 1 – 2     | Югославія | товариський матч  | -    |          |
| 17-4-1976  | Баня-Лука        | Югославія | 0 – 0     | Угорщина  | товариський матч  | -    |          |
| 1-2-1977   | Леон             | Мексика   | 5 – 1     | Югославія | товариський матч  | -    | 85'      |
| 8-2-1977   | Монтеррей        | Мексика   | 0 – 1     | Югославія | товариський матч  | -    |          |
| 16-9-1979  | Белград          | Югославія | 4 – 2     | Аргентина | товариський матч  | -    | 46'      |
| 10-10-1979 | Валенсія         | Іспанія   | 0 – 1     | Югославія | Відбір до ЧЄ 1980 | -    |          |
| 31-10-1979 | Тітова Митровиця | Югославія | 2 – 1     | Румунія   | Відбір до ЧЄ 1980 | -    |          |
| 22-3-1980  | Сараєво          | Югославія | 2 – 1     | Уругвай   | товариський матч  | -    |          |
| 30-3-1980  | Белград          | Югославія | 2 – 0     | Румунія   | Балканський кубок | -    |          |
| 26-4-1980  | Борово           | Югославія | 2 – 1     | Польща    | товариський матч  | -    |          |
| 27-8-1980  | Бухарест         | Румунія   | 4 – 1     | Югославія | Балканський кубок | -    | 46'      |
| 27-9-1980  | Любляна          | Югославія | 2 – 1     | Данія     | Відбір до ЧС 1982 | -    |          |
| 15-11-1980 | Турин            | Італія    | 2 – 0     | Югославія | Відбір до ЧС 1982 | -    |          |
| Усього     |                  | Матчів    | 14        |           | Голів             | 0    |          |

## Титули і досягнення
- Чемпіон Югославії (1):

«Хайдук» (Спліт): 1978/79

## Особисте життя
Приморац — боснійський хорват. За повідомленнями, він вільно володіє дявятьма мовами — рідними боснійською та хорватською, а також англійською, французькою, італійською, іспанською, португальською, німецькою та японською.
Його син Юре Приморац також став професійним футболістом.